# آن۲
آن۲ (انگلیسی: On2) شرکت فناوری اطلاعات آمریکایی است، که در سال ۱۹۹۲ تأسیس شد.